# Хорунжий Анатолій Мефодійович
Анатолій Мефодійович Хорунжий (нар. 5 листопада 1915 — пом. 8 травня 1991) — українській письменник, прозаїк та журналіст, лауреат літературної премії ім. О.Фадєєва, член Спілки письменників України.

## Життєпис
Анатолій Хорунжий народився 5 листопада 1915 року в селі Маломихайлівка Васильківського району, тепер Покровського району Дніпропетровської області. Закінчив ФЗУ в місті Дніпропетровську. Працював арматурником на заводі ім. К.Лібкнехта у Нижньодніпровську. Згодом повернувся у своє село. Був секретарем комсомольської організації села Дебальцеве й одночасно заступником голови правління колгоспу «Весела долина» Васильківського району, а згодом працював інструктором райкому комсомолу. З 1933 по 1935 роки він співпрацював у районній газеті «Колгоспник Васильківщини».
У 1935 році поступив у Інституту журналістики в Харкові, який закінчив у 1938 році. Після закінчення інституту працював відповідальним секретарем «Кіровоградської правди». Був першим керівником Кіровоградського обласного літературного об'єднання «Степ» (1939—1941).
У роки німецько-радянської війни був фронтовим кореспондентом газети «За честь Батьківщини», «Крила Перемоги» Другої повітряної армії І Українського фронту. Війну закінчив у званні капітана.
Після війни Анатолій Хорунжий працював у Чернівецькому літературно-меморіальному музеї Юрія Федьковича.
З 1950 року Анатолій Хорунжий працював завідувачем відділу редакцій часописів «Вітчизна», «Дніпро», був редактором газети «Літературна Україна». З 1958 року Анатолій Хорунжий мешкав у Ірпіні по вулиці Спартака 3, поблизу Будинку творчості письменників, де керував літературною студією «Дебют».
Анатолій Хорунжий був секретарем правління Київської організації Спілки письменників України.
Помер Анатолій Хорунжий 8 травня 1991 року в Києві.

## Сім'я
Дружина: Єлизавета Борисівна Хорунжа, журналістка. Син: Володимир Хорунжий — український музикант (джазмен), композитор та кінопродюсер.

## Літературні твори
Збірка оповідань і нарисів
| - «Буковинські оповідання» [Архівовано 4 серпня 2020 у Wayback Machine.] (1949), - «Літа молодії» (1952), - «Весняний дощ», - «На цілинних землях» (1954), - «Вечірня дорога», - «Рідне село» (1956), - «Останній» (1958), - «Незабутні весни» (1959), - «Наше метро» (1960), - «Строгість» (1961), - «Перший слід» (1963), - «Давня французька пісенька» (1971), - «Ми з тобою, поле» (1972); | Повісті - «Незакінчений політ» (1958), - «Ковила» (1960), - «Місто над нами» (1962), - «Чорна бурка», - «Три верби» (1964), - «Осяяний зорями» (1967), - «Дужчий за океан» (1978), - «Супрун» (1980) та інші. |

Співавтор сценарію документального фільму «Крила Перемоги» (1973).
Автор літературних записів спогадів радянських повітряних асів: О. Покришкіна — «Небо війни», В. Лавриненкова — «Повернення в небо», В. Єфремова — «Ескадрильї летять за обрій».